# 러시아의 공항 목록
러시아의 공항 목록으로 2015년 4월 기준으로 총 270개의 공항이 있다.

## ICAO 부호 순
| 야쿠츠크 \|\| align=center\|YKS \|\| align=center\|UEEE \|\| 야쿠츠크                                 | 야쿠츠크                 |
| 하바롭스크 \|\| align=center\|KHV \|\| align=center\|UHHH \|\| 하바롭스크                             | 하바롭스크 지방          |
| 콤소몰스크나아무레 \|\| align=center\|KXK \|\| align=center\|UHKK \|\| 콤소몰스크나아무레             | 하바롭스크 지방          |
| 마가단 \|\| align=center\|GDX \|\| align=center\|UHMM \|\| 소콜                                       | 마가단                   |
| 페트로파블롭스크캄차츠키 \|\| align=center\|PKC \|\| align=center\|UHPP \|\| 페트로파블롭스크캄차츠키 | 페트로파블롭스크캄차츠키 |
| 유즈노사할린스크 \|\| align=center\|UUS \|\| align=center\|UHSS \|\| 유즈노사할린스크                 | 유즈노사할린스크         |
| 블라디보스토크 \|\| align=center\|VVO \|\| align=center\|UHWW \|\| 블라디보스토크                     | 프리모르스키 지방        |
| 이르쿠츠크 \|\| align=center\|IKT\|\| align=center\| UIII \|\| 이르쿠츠크                             | 이르쿠츠크               |
| 아르한겔스크 \|\| align=center\|ARH \|\| align=center\|ULAA \|\| 탈라기                               | 아르한겔스크             |
| 아르한겔스크 \|\| align=center\|--- \|\| align=center\|ULAH \|\| 바스코보                             | 아르한겔스크             |
| 상트페테르부르크 \|\| align=center\|LED \|\| align=center\|ULLI \|\| 풀코보                           | 상트페테르부르크         |
| 상트페테르부르크 \|\| align=center\|KZN \|\| align=center\|ULLP \|\| 푸시킨                           | 상트페테르부르크         |
| 무르만스크 \|\| align=center\|MMK \|\| align=center\|ULMM \|\| 무르만스크                             | 무르만스크               |
| 아바칸 \|\| align=center\|ABA \|\| align=center\|UNAA \|\| 아바칸                                     | 아바칸                   |
| 케메로보 \|\| align=center\|KEJ \|\| align=center\|UNEE \|\| 케메로보                                 | 케메로보                 |
| 오렌부르크 \|\| align=center\|OMS \|\| align=center\|UNOO \|\| 오렌부르크                             | 오렌부르크               |
| 노보시비르스크 \|\| align=center\|OVB \|\| align=center\|UNNT \|\| 톨마초보                           | 노보시비르스크           |
| 크라스노다르 \|\| align=center\|KRR \|\| align=center\|URKK \|\| 크라스노다르                         | 크라스노다르             |
| 로스토프나도누 \|\| align=center\|ROV \|\| align=center\|URRR \|\| 로스토프나도누                     | 로스토프나도누           |
| 소치 \|\| align=center\|AER \|\| align=center\|URSS \|\| 소치                                         | 소치                     |
| 아스트라한 \|\| align=center\|ASF \|\| align=center\|URWA \|\| 나리마노보                             | 아스트라한               |
| 예카테린부르크 \|\| align=center\|--- \|\| align=center\|USSK \|\| 아라밀                             | 예카테린부르크           |
| 예카테린부르크 \|\| align=center\|SVX \|\| align=center\|USSS \|\| 콜트소보                           | 예카테린부르크           |
| 모스크바 \|\| align=center\|BKA \|\| align=center\|UUBB \|\| 비코보                                   | 모스크바주               |
| 모스크바 \|\| align=center\|DME \|\| align=center\|UUDD \|\| 도모데도보                               | 모스크바주               |
| 모스크바 \|\| align=center\|SVO \|\| align=center\|UUEE \|\| 셰레메티예보                             | 모스크바주               |
| 모스크바 \|\| align=center\|VKO \|\| align=center\|UUWW \|\| 브누코보                                 | 모스크바주               |
| 카잔 \|\| align=center\|KZN \|\| align=center\|UWKD \|\| 카잔                                         | 카잔                     |
| 사마라 \|\| align=center\|--- \|\| align=center\|UWWG \|\| 스미쉴랴예프카                             | 사마라                   |
| 사마라 \|\| align=center\|KUF \|\| align=center\|UWWW \|\| 쿠루모치                                   | 사마라                   |

## 같이 보기
- ICAO 공항 코드 목록: U